# Thomas Jordan (economista)

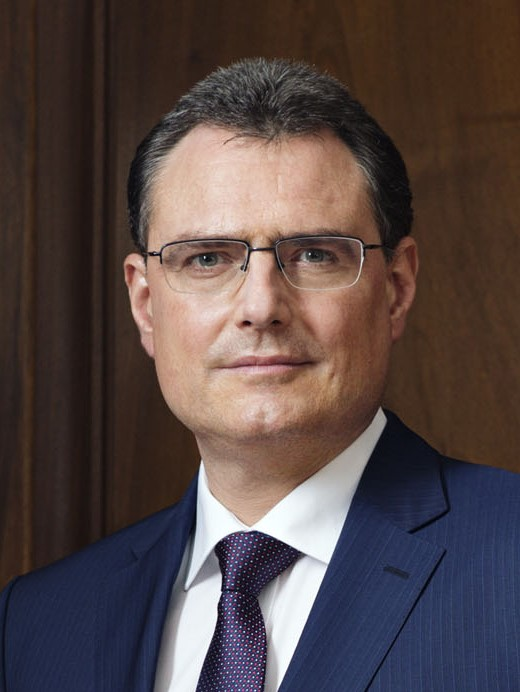
Thomas Jordan

Thomas J. Jordan (nacido en 1963) es un economista y supervisor bancario suizo. Es el presidente de la junta de gobierno del Banco Nacional Suizo, presidente del Grupo de Bancos Centrales para la Disuasión de las Falsificaciones, miembro de la junta directiva del Banco de Pagos Internacionales, y miembro del comité directivo del Consejo de Estabilidad Financiera.
Jordan nació el 28 de enero de 1963, en la ciudad de Biel/Bienne. Estudió economía y ciencias empresariales en la Universidad de Berna, completando su licenciatura en el año 1989 y se doctoró en 1993. Escribió una tesis postdoctoral, sobre la Unión Monetaria Europea y la predicción de la crisis de la deuda soberana y las quiebras bancarias que finalmente ocurrió, durante los tres años que pasó como investigador en la Universidad de Harvard en Estados Unidos. Fue nombrado profesor en la Universidad de Berna, en 1998, y profesor honorario en 2003.
Jordan se unió el Banco Nacional de Suiza como asesor económico en 1997, y ocupó diferentes roles. Se unió a la junta de gobierno como un miembro suplente en 2004 y se convirtió en un miembro de pleno derecho en el 2007. Fue nombrado presidente el 18 de abril de 2012, tras la renuncia de Philipp Hildebrand.